# Chilkana Sultanpur
Chilkana Sultanpur – miasto w północnych Indiach w stanie Uttar Pradesh, na Nizinie Hindustańskiej.
Populacja miasta w 2001 roku wynosiła 16 110 mieszkańców.